# Nagrada „Antun Branko Šimić”
Nagrada „Antun Branko Šimić”, poznata i kao Šimićeva nagrada, je književna nagrada koju je utemeljilo Društvo hrvatskih književnika Herceg-Bosne.
Utemeljena je 1998. godine. Nosi ime po velikanu hrvatske književnosti Antunu Branku Šimiću.
Ova nagrada se dobiva za ponajbolje književno djelo člana DHK HB, ili za pisca podrijetlom iz BiH. Dodjeljuje se svake godine.
Dobitnika nagrade proglašava Povjerenstvo za dodjelu.
Dobitnik dobiva plaketu, a dodjela je na Godišnjoj skupštini DHK HB. Ista se obično održava tijekom lipnja.
Isplata nagrade i predstavljanje nagrađenoga djela je u studenomu iste godine na Šimićevim susretima.

## Dobitnici
- 1998.: Gojko Sušac, za knjigu pjesama Jutarnja novost
- 1999.: Zdravko Kordić, za knjigu pjesama Zipka i smrt
- 2000.: Željko Ivanković, za knjigu pjesama (D)ogledi III. i Dubravko Horvatić, za knjigu pjesama Svjetionik
- 2001.: Ante Matić, za knjigu pjesama Nebeska galija i Pero Pavlović, za knjigu pjesama Nebeske latice
- 2002.: Andrija Vučemil, za knjigu pjesama Glas (na)glas za glas i Nenad Valentin Borozan, za knjigu pjesama lišce.teret od zrcala
- 2003.: Ružica Soldo, za knjigu pjesama Sanjar
- 2004.: Zdravko Luburić, za knjigu pjesama Molitva tmine
- 2005.: Mile Maslać, za knjigu pjesama Vrijeme pripravnosti
- 2006.: Borislav Arapović, za knjigu pjesama Prolomom
- 2007.: Malkica Dugeč, za knjigu pjesama U riječ unjedrena
- 2008.: Rajko Glibo, za zbirku pjesama Očitovanja i Antun Lučić za književno-znanstvene rasprave Veze ljudi, životinja i stvari
- 2009.: Mile Pešorda, za pjesničku knjigu Baščanska ploča, poema
- 2010.: Šimun Musa, za knjigu Studije i ogledi [1]
- 2011.: Ante Stamać, za knjigu Sabrane pjesme [2]
- 2012.: Anka Petričević, za knjigu pjesama Pjesme srca
- 2013.: Julienne Bušić, za roman Živa glava [3]
- 2014.: Ivan Aralica, za roman Japundže
- 2015.: Anto Zirdum, za roman Učiteljica modnog krojenja u Sarajevu 1914.
- 2016.: Drago Čondrić, za Sedam velikih biblijskih poema
- 2017.: Ljubo Krmek, za	Iz humske zemlje – knjiga druga
- 2018.: Marina Kljajo-Radić, za	Pjesništvo Lucijana Kordića
- 2019.: Joso Živković, za Tragom pokorenih želja
- 2020.: Tomislav Marijan Bilosnić, za Havana blues
- 2021.: Mara Cica Šakotić, za Cvjetni trg
- 2022.: Stijepo Mijović Kočan, za zbirku lirske proze Bože moj [4]

## Vanjske poveznice
Mrežna mjesta
- Šimićevi susreti  Arhivirana inačica izvorne stranice od 4. travnja 2022. (Wayback Machine), službeno mrežno mjesto